# Saison 2006-2007 de la LHOu
Saison précédente Saison suivante
La saison 2006-2007 est la 41e saison de hockey sur glace de la Ligue de hockey de l'Ouest. Les Tigers de Medicine Hat remporte la Coupe du Président en battant les Giants de Vancouver en série éliminatoire. Les Giants sont de leur côté les hôtes ainsi que les gagnants de la Coupe Memorial alors qu'il affrontait dans cette finale les Tigers.

## Saison régulière
Ajout à la ligue avant le début de la saison d'une 21e franchise, soit les Bruins de Chilliwack. Ces derniers se joignant à la division B.C. de la conférence de l'Ouest. Avec cette arrivé, le Ice de Kootenay se voit être transféré dans la division Centrale alors que les Broncos de Swift Current passent à la division Est.
Durant le tournoi de la Coupe Memorial, la LHOu annonce que la coupe du président remis à l'équipe championne de sa ligue est rebaptisé Coupe Ed Chynoweth en l'honneur de celui qui fut président de la ligue de 1972 à 1995.

### Classement
| Division Est             | PJ | V  | D  | N | DP | Pts | BP  | BC  |
| ------------------------ | -- | -- | -- | - | -- | --- | --- | --- |
| Wheat Kings de Brandon   | 72 | 41 | 20 | 3 | 8  | 93  | 258 | 214 |
| Pats de Regina           | 72 | 36 | 28 | 2 | 6  | 80  | 234 | 220 |
| Broncos de Swift Current | 72 | 33 | 36 | 1 | 2  | 69  | 199 | 241 |
| Raiders de Prince Albert | 72 | 27 | 39 | 3 | 3  | 60  | 203 | 266 |
| Warriors de Moose Jaw    | 72 | 28 | 41 | 3 | 0  | 59  | 217 | 271 |
| Blades de Saskatoon      | 72 | 27 | 41 | 2 | 2  | 58  | 174 | 231 |

| Division Centrale        | PJ | V  | D  | N | DP | Pts | BP  | BC  |
| ------------------------ | -- | -- | -- | - | -- | --- | --- | --- |
| Tigers de Medicine Hat   | 72 | 52 | 17 | 3 | 0  | 107 | 264 | 175 |
| Ice de Kootenay          | 72 | 49 | 17 | 3 | 3  | 104 | 267 | 189 |
| Hitmen de Calgary        | 72 | 39 | 26 | 3 | 4  | 85  | 251 | 205 |
| Rebels de Red Deer       | 72 | 35 | 28 | 4 | 5  | 79  | 206 | 214 |
| Hurricanes de Lethbridge | 72 | 33 | 34 | 2 | 3  | 71  | 254 | 265 |

| Division B.C.            | PJ | V  | D  | N | DP | Pts | BP  | BC  |
| ------------------------ | -- | -- | -- | - | -- | --- | --- | --- |
| Giants de Vancouver      | 72 | 45 | 17 | 3 | 7  | 100 | 245 | 143 |
| Blazers de Kamloops      | 72 | 40 | 26 | 4 | 2  | 86  | 245 | 222 |
| Cougars de Prince George | 72 | 33 | 31 | 3 | 5  | 74  | 221 | 217 |
| Bruins de Chilliwack     | 72 | 25 | 40 | 5 | 2  | 57  | 169 | 260 |
| Rockets de Kelowna       | 72 | 22 | 41 | 5 | 4  | 53  | 156 | 245 |

| Division U.S.            | PJ | V  | D  | N | DP | Pts | BP  | BC  |
| ------------------------ | -- | -- | -- | - | -- | --- | --- | --- |
| Silvertips d'Everett     | 72 | 54 | 15 | 1 | 2  | 111 | 239 | 142 |
| Americans de Tri-City    | 72 | 47 | 23 | 1 | 1  | 96  | 240 | 190 |
| Thunderbirds de Seattle  | 72 | 37 | 21 | 3 | 11 | 88  | 209 | 186 |
| Chiefs de Spokane        | 72 | 36 | 28 | 4 | 4  | 80  | 232 | 217 |
| Winter Hawks de Portland | 72 | 17 | 52 | 1 | 2  | 37  | 146 | 316 |

### Meilleurs pointeurs
| Joueur          | Équipe     | PJ | B  | A  | Pts | Pun |
| --------------- | ---------- | -- | -- | -- | --- | --- |
| Zach Hamill     | Everett    | 69 | 32 | 61 | 93  | 90  |
| Steve DaSilva   | Kootenay   | 71 | 38 | 53 | 91  | 108 |
| Zach Boychuk    | Lethbridge | 69 | 31 | 60 | 91  | 52  |
| Ryan White      | Calgary    | 72 | 34 | 55 | 89  | 97  |
| Codey Burki     | Brandon    | 70 | 36 | 49 | 85  | 83  |
| Martin Hanzal   | Red Deer   | 60 | 26 | 59 | 85  | 94  |
| Mitch Fadden    | Lethbridge | 71 | 36 | 48 | 84  | 54  |
| Riley Holzapfel | Moose Jaw  | 72 | 39 | 43 | 82  | 94  |
| Mark Santorelli | Chilliwack | 72 | 29 | 53 | 82  | 46  |
| Mark Derlago    | Brandon    | 72 | 46 | 35 | 81  | 34  |

## Séries éliminatoires
Note : Pour la première ronde des séries, les premiers de chaque divisions affrontent les équipes ayant terminé quatrième alors que les deuxièmes de division font face à ceux ayant terminé troisième. Les vainqueurs de la première ronde des séries sont par la suite répertoriés selon leur classement final en saison régulière.
|  | Huitièmes de finale      | Huitièmes de finale      |                        |   | Quarts de finale | Quarts de finale |  |  | Demi-finales | Demi-finales |  |  | Finale | Finale |
|  | Huitièmes de finale      | Huitièmes de finale      |                        |   | Quarts de finale | Quarts de finale |  |  | Demi-finales | Demi-finales |  |  | Finale | Finale |
|  |                          |                          |                        |   |                  |                  |  |  |              |              |  |  |        |        |
|  |                          |                          |                        |   |                  |                  |  |  |              |              |  |  |        |        |
|  |                          |                          |                        |   |                  |                  |  |  |              |              |  |  |        |        |
|  | Tigers de Medicine Hat   | 4                        |                        |   |                  |                  |  |  |              |              |  |  |        |        |
|  | Tigers de Medicine Hat   | 4                        |                        |   |                  |                  |  |  |              |              |  |  |        |        |
|  | Rebels de Red Deer       | 3                        |                        |   |                  |                  |  |  |              |              |  |  |        |        |
|  | Rebels de Red Deer       | 3                        | Tigers de Medicine Hat | 4 |                  |                  |  |  |              |              |  |  |        |        |
|  |                          |                          | Tigers de Medicine Hat | 4 |                  |                  |  |  |              |              |  |  |        |        |
|  |                          | Pats de Regina           | 0                      |   |                  |                  |  |  |              |              |  |  |        |        |
|  | Broncos de Swift Current | Pats de Regina           | 0                      | 2 |                  |                  |  |  |              |              |  |  |        |        |
|  | Broncos de Swift Current |                          |                        | 2 |                  |                  |  |  |              |              |  |  |        |        |
|  | Pats de Regina           | 4                        |                        |   |                  |                  |  |  |              |              |  |  |        |        |
|  | Pats de Regina           | 4                        | Tigers de Medicine Hat | 4 |                  |                  |  |  |              |              |  |  |        |        |
|  |                          |                          | Tigers de Medicine Hat | 4 |                  |                  |  |  |              |              |  |  |        |        |
|  |                          | Hitmen de Calgary        | 1                      |   |                  |                  |  |  |              |              |  |  |        |        |
|  | Wheat Kings de Brandon   | Hitmen de Calgary        | 1                      | 4 |                  |                  |  |  |              |              |  |  |        |        |
|  | Wheat Kings de Brandon   |                          |                        | 4 |                  |                  |  |  |              |              |  |  |        |        |
|  | Raiders de Prince Albert | 1                        |                        |   |                  |                  |  |  |              |              |  |  |        |        |
|  | Raiders de Prince Albert | 1                        | Wheat Kings de Brandon | 2 |                  |                  |  |  |              |              |  |  |        |        |
|  |                          |                          | Wheat Kings de Brandon | 2 |                  |                  |  |  |              |              |  |  |        |        |
|  |                          | Hitmen de Calgary        | 4                      |   |                  |                  |  |  |              |              |  |  |        |        |
|  | Hitmen de Calgary        | Hitmen de Calgary        | 4                      | 4 |                  |                  |  |  |              |              |  |  |        |        |
|  | Hitmen de Calgary        |                          |                        | 4 |                  |                  |  |  |              |              |  |  |        |        |
|  | Ice de Kootenay          | 3                        |                        |   |                  |                  |  |  |              |              |  |  |        |        |
|  | Ice de Kootenay          | 3                        | Tigers de Medicine Hat | 4 |                  |                  |  |  |              |              |  |  |        |        |
|  |                          |                          | Tigers de Medicine Hat | 4 |                  |                  |  |  |              |              |  |  |        |        |
|  |                          | Giants de Vancouver      | 3                      |   |                  |                  |  |  |              |              |  |  |        |        |
|  | Giants de Vancouver      | Giants de Vancouver      | 3                      | 4 |                  |                  |  |  |              |              |  |  |        |        |
|  | Giants de Vancouver      |                          |                        | 4 |                  |                  |  |  |              |              |  |  |        |        |
|  | Bruins de Chilliwack     | 1                        |                        |   |                  |                  |  |  |              |              |  |  |        |        |
|  | Bruins de Chilliwack     | 1                        | Giants de Vancouver    | 4 |                  |                  |  |  |              |              |  |  |        |        |
|  |                          |                          | Giants de Vancouver    | 4 |                  |                  |  |  |              |              |  |  |        |        |
|  |                          | Thunderbirds de Seattle  | 1                      |   |                  |                  |  |  |              |              |  |  |        |        |
|  | Thunderbirds de Seattle  | Thunderbirds de Seattle  | 1                      | 4 |                  |                  |  |  |              |              |  |  |        |        |
|  | Thunderbirds de Seattle  |                          |                        | 4 |                  |                  |  |  |              |              |  |  |        |        |
|  | Americans de Tri-City    | 2                        |                        |   |                  |                  |  |  |              |              |  |  |        |        |
|  | Americans de Tri-City    | 2                        | Giants de Vancouver    | 4 |                  |                  |  |  |              |              |  |  |        |        |
|  |                          |                          | Giants de Vancouver    | 4 |                  |                  |  |  |              |              |  |  |        |        |
|  |                          | Cougars de Prince George | 1                      |   |                  |                  |  |  |              |              |  |  |        |        |
|  | Silvertips d'Everett     | Cougars de Prince George | 1                      | 4 |                  |                  |  |  |              |              |  |  |        |        |
|  | Silvertips d'Everett     |                          |                        | 4 |                  |                  |  |  |              |              |  |  |        |        |
|  | Chiefs de Spokane        | 2                        |                        |   |                  |                  |  |  |              |              |  |  |        |        |
|  | Chiefs de Spokane        | 2                        | Silvertips d'Everett   | 2 |                  |                  |  |  |              |              |  |  |        |        |
|  |                          |                          | Silvertips d'Everett   | 2 |                  |                  |  |  |              |              |  |  |        |        |
|  |                          | Cougars de Prince George | 4                      |   |                  |                  |  |  |              |              |  |  |        |        |
|  | Cougars de Prince George | Cougars de Prince George | 4                      | 4 |                  |                  |  |  |              |              |  |  |        |        |
|  | Cougars de Prince George |                          |                        | 4 |                  |                  |  |  |              |              |  |  |        |        |
|  | Blazers de Kamloops      | 0                        |                        |   |                  |                  |  |  |              |              |  |  |        |        |
|  | Blazers de Kamloops      | 0                        |                        |   |                  |                  |  |  |              |              |  |  |        |        |

## Honneurs et trophées
- Trophée Scotty-Munro, remis au champion de la saison régulière : Silvertips d'Everett.
- Trophée commémoratif des quatre Broncos, remis au meilleur joueur : Kris Russell, Tigers de Medicine Hat.
- Trophée Daryl-K.-(Doc)-Seaman, remis au meilleur joueur étudiant : Keith Aulie, Wheat Kings de Brandon.
- Trophée Bob-Clarke, remis au meilleur pointeur : Zach Hamill, Silvertips d'Everett.
- Trophée Brad-Hornung, remis au joueur ayant le meilleur esprit sportif : Aaron Gagnon, Thunderbirds de Seattle.
- Trophée commémoratif Bill-Hunter, remis au meilleur défenseur : Kris Russell, Tigers de Medicine Hat.
- Trophée Jim-Piggott, remis à la meilleure recrue : Kyle Beach, Silvertips d'Everett.
- Trophée Del-Wilson, remis au meilleur gardien : Carey Price, Americans de Tri-City.
- Trophée Dunc-McCallum, remis au meilleur entraîneur : Cory Clouston, Ice de Kootenay.
- Trophée Lloyd-Saunders, remis au membre exécutif de l'année : Bob Tory, Americans de Tri-City.
- Trophée Allen-Paradice, remis au meilleur arbitre : Andy Thiessen.
- Trophée St. Clair Group, remis au meilleur membre des relations publique : Bruce Vance, Raiders de Prince Albert.
- Trophée Doug-Wickenheiser, remis au joueur ayant démontré la meilleure implication auprès de sa communauté : Kyle Moir, Broncos de Swift Current.
- Trophée plus-moins de la WHL, remis au joueur ayant le meilleur ratio +/- : Jonathon Blum, Giants de Vancouver.
- Trophée airBC, remis au meilleur joueur en série éliminatoire : Matt Keetley, Tigers de Medicine Hat.